# San Pablo Pixtún
San Pablo Pixtún es una localidad del estado mexicano de Campeche. Es parte del municipio de Champotón.

## Toponimia
El nombre «San Pablo» hace referencia al santo patrono de la localidad: Pablo de Tarso.

## Demografía
| Gráfica de evolución demográfica |
|                                  |

| Censo | Población |
| ----- | --------- |
| 1970  | 824       |
| 1980  | 921       |
| 1990  | 1 393     |
| 2000  | 1 308     |
| 2010  | 1 498     |
| 2020  | 1 730     |